# Allophyes dujardini
Allophyes dujardini là một loài bướm đêm trong họ Noctuidae.